# Чернетове
Чернетове (рос. Чернетово) — село в Брянському районі Брянської області Російської Федерації.
Населення становить 232 особи. Входить до складу муніципального утворення Чернетовське сільське поселення.

## Історія
Від 2005 року входить до складу муніципального утворення Чернетовське сільське поселення.

## Населення
| 2010 | 2013 |
| ---- | ---- |
| 237  | ↘232 |